# Giovanni Stefano Marucelli
Giovanni Stefano Marucelli (Firenze, 1586 – 1646) è stato un pittore, architetto e ingegnere italiano, attivo per lungo tempo a Pisa.

## Biografia
Ben poco si sa riguardo alle sue origini. Alcuni autori ritengono probabile una sua origine fiorentina, o comunque toscana, mentre altri ancora affermano provenisse dall'Umbria, da Spoleto in particolare. 
Di certo sappiamo che arrivò giovinetto in Toscana e si domiciliò in Pisa poco dopo il 1600, dove fu allievo di Andrea Boscoli.
Fu pittore, architetto e ingegnere apprezzato nella sua patria adottiva pisana, tanto da ricoprire per molto tempo incarichi importanti per l'Ufficio dei fiumi e fossi. Morì nel 1646, ma alcuni autori posticipano tale evento al 1656.
In alcuni documenti conservati nell'Archivio di Stato di Pisa, tra cui troviamo un suo testamento dettato dal letto di morte, si afferma che egli morì all'età di 71 anni, mentre dalla datazione usata si può evincere che il decesso avvenne ai primi del dicembre del 1653 (1654 s.p.), per cui andrebbe spostata anche la sua presunta data di nascita, precisamente al 1582.
In molti testi viene indicato con il cognome leggermente diverso, come Maruscelli, Maruscielli, o Marscelli, il che può in parte essere indicato come causa della sostanziale confusione riguardo alla sua biografia.

## Opere artistiche

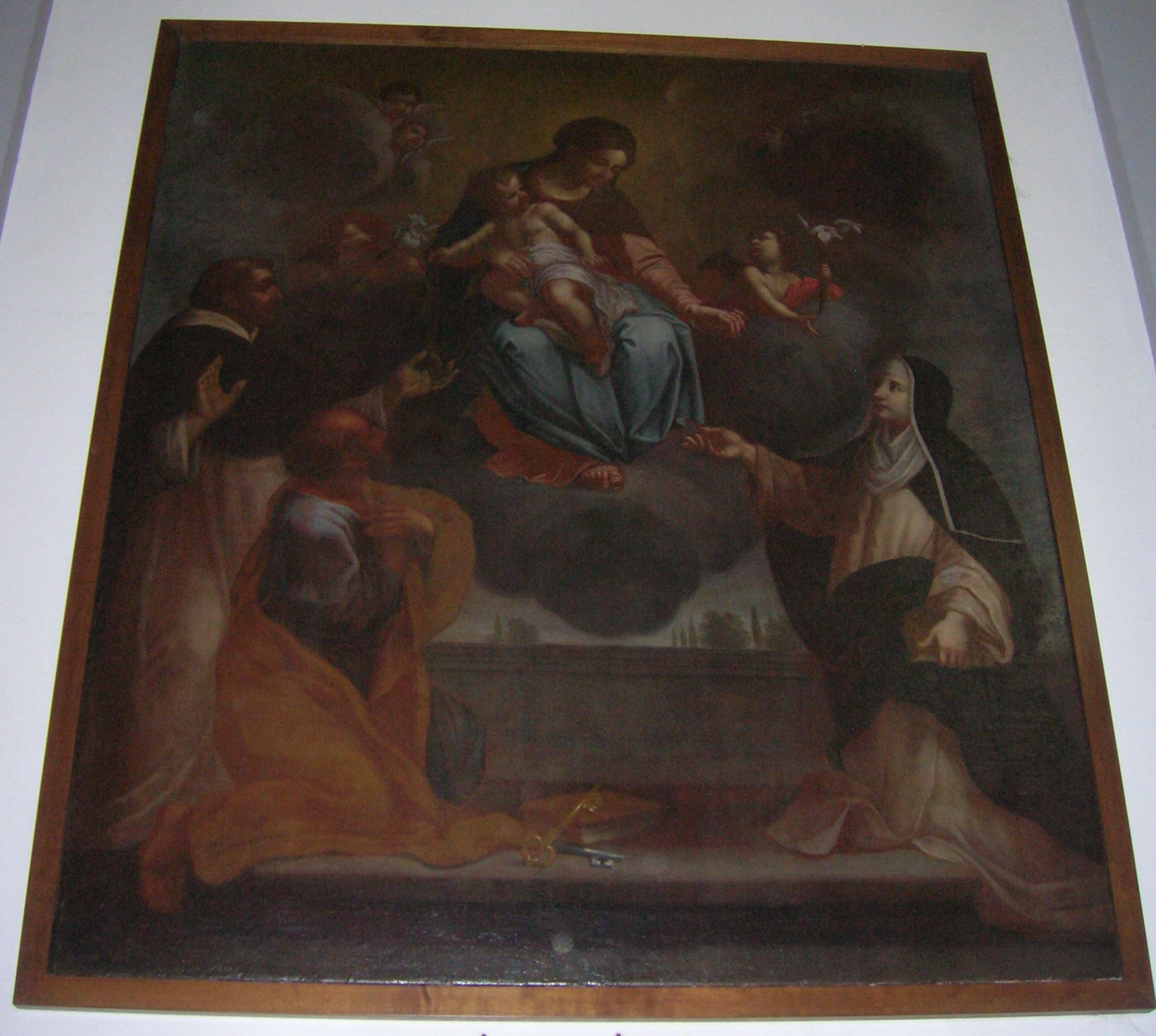
Giovanni Stefano Marucelli, Madonna del Carmelo con Bambino e Santa Caterina, Pietro e Domenico, Uliveto Terme

L'opera principale è senza dubbio il Convito di Abramo ai tre Angioli, nell'abside del Duomo di Pisa, dipinto intorno al 1628. Posto nel terzo ordine delle pitture, tale opera è la prima da destra e all'epoca venne ammirata «per la felicità dell'invenzione, non meno che per la vaghezza delle tinte».
Altri suoi dipinti sono:
- Autoritratto, conservato nella Galleria degli Uffizi di Firenze;
- Ascensione, nella chiesa del Sacramento di Pistoia;
- San Carlo Borromeo dinanzi al Crocifisso con storiette del Santo, nel primo Altare di destra della chiesa di San Torpé di Pisa;
- Vergine accolta in cielo e incoronata dalla Santissima Trinità e Santi, in una delle cappelle della parete sinistra della chiesa di San Nicola di Pisa;
- San Giorgio e San Francesco in adorazione, nella chiesa dei Santi Quirico e Giulitta di Lugnano;
- Madonna del Carmelo col Bambino e i Santi Caterina, Pietro e Domenico, nella chiesa della Santissima Annunziata di Uliveto Terme;
- Madonna con Bambino e quattro Santi, sempre nella chiesa della Santissima Annunziata di Uliveto Terme
- Martirio di San Bartolomeo nella Chiesa di San Bartolomeo (Capannoli).

Nella chiesa di San Francesco di Pisa, sull'altare del braccio destro del transetto troviamo un Trittico eseguito da vari autori di epoche diverse: una di queste opere è il Sant'Antonio col Bambin Gesù, eseguito da Ventura Salimbeni con l'ausilio del Marucelli, che vi aggiunse il Bambino.
Nel 1608 il pittore successe a Filippo Paladini nel lavoro di rifacimento del Palazzo dell'Orologio, nel quartiere di S. Maria di Pisa; lavoro compiuto, pare, solo sulla facciata maggiore, della cui ricca decorazione non resta oggi che qualche traccia.
Nello stesso periodo, tra il 1608 e il 1609, l'artista venne incaricato di ornare, ad affreschi allegorici, la facciata del Palazzo del Collegio Puteano di Pisa. Tale facciata venne restaurata verso il 1895 da Domenico Fiscali, senza tuttavia riuscire a preservarne l'integrità.
Alcuni autori ritengono probabile un suo rilevante contributo alla realizzazione delle opere pittoriche del Palazzo dei Consoli del Mare di Pisa, tradizionalmente attribuite a Bernardino Poccetti.
Sono a lui attribuite anche alcune figure dipinte intorno all'altare di sinistra della chiesa di San Matteo di Pisa, oggi in pessimo stato di conservazione. Tali pitture sarebbero state però realizzate nel 1654, cioè successivamente al 1646, anno di morte del Marucelli secondo l'opinione della maggior parte degli esperti.